# Bob van Rootselaar
Bob van Rootselaar (Amsterdam, 7 mei 1927 - aldaar, 10 oktober 2006) was een Nederlandse wiskundige en hoogleraar aan de Landbouwuniversiteit Wageningen.
Van Rootselaar werd in 1927 geboren in Amsterdam als jongste kind van Willem van Rootselaar. Hij studeerde wiskunde aan de Universiteit van Amsterdam en promoveerde daar bij Arend Heyting op een proefschrift getiteld "Generalization of the Brouwer integral". Hij bewees daarin de stelling van Egoroff voor de Brouwer-integraal. Hij werkte bij het Mathematisch Instituut in Amsterdam en werd later benoemd tot hoogleraar zuivere wiskunde en analyse aan de (toenmalige) Landbouwuniversiteit Wageningen. Hij heeft daar vele promovendi begeleid en diverse boeken geschreven. Van Rootselaar publiceerde veelvuldig in onder meer Mathematical Reviews en Zentralblat. Na zijn emeritaat in 1988 verhuisde hij terug naar Amsterdam, waar hij in 2006 overleed. Van Rootselaar werd begraven op Zorgvlied.